# Італія на Європейських іграх 2019
Італія брала участь у Європейських іграх 2019 у Мінську, Білорусь з 21 по 3 червня 2019. На минулих Європейських іграх 2015 у Баку, Азербайджан, Італія отримала 47 медалей, включаючи 10 золотих.

## Стрільба з лука
Класичний лук
| Спортсмен                                      | Дисципліна                        | Попередній раунд | Попередній раунд | 1/64            | 1/32           | 1/16          | 1/4                   | 1/2             | Фінал / БМ       | Фінал / БМ |
| Спортсмен                                      | Дисципліна                        | Бали             | Промахи          | Суперник Бали   | Суперник Бали  | Суперник Бали | Суперник Бали         | Суперник Бали   | Суперник Бали    | Місце      |
| ---------------------------------------------- | --------------------------------- | ---------------- | ---------------- | --------------- | -------------- | ------------- | --------------------- | --------------- | ---------------- | ---------- |
| Мауро Несполі                                  | Індивідуальна першість (чоловіки) | 678              | 4                | не брав участі  |                |               |                       |                 |                  |            |
| Марко Гальяццо                                 | Індивідуальна першість (чоловіки) | 651              | 20               | Оона (EST)      |                |               |                       |                 |                  |            |
| Давід Паскуалуччі                              | Індивідуальна першість (чоловіки) | 629              | 41               | Вайс (GBR)      |                |               |                       |                 |                  |            |
| Лучілла Боарі                                  | Індивідуальна першість (жінки)    | 650              | 6                | не брав участі  |                |               |                       |                 |                  |            |
| Татьяна Андреолі                               | Індивідуальна першість (жінки)    | 645              | 12               | не брав участі  |                |               |                       |                 |                  |            |
| Ванесса Ланді                                  | Індивідуальна першість (жінки)    | 631              | 19               | Данаїлова (BUL) |                |               |                       |                 |                  |            |
| Мауро Несполі Марко Гальяццо Давід Паскуалуччі | Командна першість (чоловіки)      | 1958             | 5                | Н/Д             | Н/Д            | Н/Д           | Велика Британія W 5–1 | Франція L 0–6   | БМ Іспанія W 6–2 | 3          |
| Лучілла Боарі Татьяна Андреолі                 | Командна першість (жінки)         | 1926             | 3                | Н/Д             | Н/Д            | Н/Д           | Німеччина L 0–6       | Did not advance | Did not advance  | 5          |
| Мауро Несполі Лучілла Боарі                    | Змішана парна першість            | 1328             | 4                | Н/Д             | не брав участі | Австрія W 6–0 | Росія                 |                 |                  |            |

Блочний лук
| Спортсмен                    | Дисципліна                        | Попередній раунд | Попередній раунд | 1/16                       | 1/4             | 1/2             | Фінал / БМ      | Фінал / БМ |
| Спортсмен                    | Дисципліна                        | Бали             | Промахи          | Суперник Бали              | Суперник Бали   | Суперник Бали   | Суперник Бали   | Місце      |
| ---------------------------- | --------------------------------- | ---------------- | ---------------- | -------------------------- | --------------- | --------------- | --------------- | ---------- |
| Сергіо Пані                  | Індивідуальна першість (чоловіки) | 688              | 11               | Deloche (FRA)              |                 |                 |                 |            |
| Марчелла Тоніолі             | Індивідуальна першість (жінки)    | 694              | 8                | Paas (EST) L 140(9)–140(X) | Did not advance | Did not advance | Did not advance | 9          |
| Сергіо Пані Марчелла Тоніолі | Змішана парна першість            | 1382             | 6                | не брав участі             | Хорватія        |                 |                 |            |

## Бадмінтон
| Спортсмен                   | Дисципліна                  | Груповий раунд             | Груповий раунд             | Груповий раунд          | Груповий раунд | 1/16           | 1/4            | 1/2            | Фінал          | Місце |
| Спортсмен                   | Дисципліна                  | Суперник Місце             | Суперник Місце             | Суперник Місце          | Місце          | Суперник Місце | Суперник Місце | Суперник Місце | Суперник Місце | Місце |
| --------------------------- | --------------------------- | -------------------------- | -------------------------- | ----------------------- | -------------- | -------------- | -------------- | -------------- | -------------- | ----- |
| Росаріо Маддалоні           | Одиночний розряд (чоловіки) | Зільберман (ISR)           | Іванич (SLO)               | Хейно (EST)             |                |                |                |                |                |       |
| Джованні Греко Кевін Стробл | Парний розряд (чоловіки)    | Аструп / Расмуссен (DEN)   | Бохат / Цваліна (POL)      | Масс / Табелінг (NED)   |                | Н/Д            |                |                |                |       |
| Сільвія Гаріно Ліса Іверсен | Парний розряд (жінки)       | Болотова / Давлетова (RUS) | Карлссон / Магнуссон (SWE) | Ільїнська / Жарка (UKR) |                | Н/Д            |                |                |                |       |